# مانيلا (آيوا)
مانيلا (بالإنجليزية: Manilla, Iowa)‏ هي مدينة تقع في ولاية آيوا في الولايات المتحدة. تبلغ مساحة هذه المدينة 2.67 (كم²)، وترتفع عن سطح البحر 413 م، بلغ عدد سكانها 776 نسمة في عام 2012 حسب إحصاء مكتب تعداد الولايات المتحدة.

## التركيبة السكانية
قام مكتب تعداد الولايات المتحدة بتحديد بيانات التركيبة السكانية لمانيلا في تعداد الولايات المتحدة. في ما يلي، التركيبة السكانية حسب تعدادي 2000 و2010.

### تعداد عام 2000
بلغ عدد سكان مانيلا 839 نسمة بحسب تعداد عام 2000، وبلغ عدد الأسر 337 أسرة وعدد العائلات 222 عائلة مقيمة في المدينة. في حين سجلت الكثافة السكانية 1,059.2 نسمة لكل ميل مربع (409.0/كم2). وبلغ عدد الوحدات السكنية 369 وحدة بمتوسط كثافة قدره 465.8 نسمة لكل ميل مربع (179.8/كم2).
وتوزع التركيب العرقي للمدينة بنسبة 97.74% من البيض و 0.24% من الأمريكيين الأفارقة و 1.67% من عرقين مختلطين أو أكثر.
بلغ عدد الأسر 337 أسرة كانت نسبة 27.3% منها لديها أطفال تحت سن الثامنة عشر تعيش معهم، وبلغت نسبة الأزواج القاطنين مع بعضهم البعض 56.7% من أصل المجموع الكلي للأسر، ونسبة 7.1% من الأسر كان لديها معيلات من الإناث دون وجود شريك، وكانت نسبة 34.1% من غير العائلات. تألفت نسبة 30.3% من أصل جميع الأسر من أفراد ونسبة 17.5% كانوا يعيش معهم شخص وحيد يبلغ من العمر 65 عاماً فما فوق. وبلغ متوسط حجم الأسرة المعيشية 2.89، أما متوسط حجم العائلات فبلغ 2.31.
بلغ العمر الوسطي للسكان 44 عاماً. وكانت نسبة 22.8% من القاطنين تحت سن الثامنة عشر، وكانت نسبة 6.8% بين الثامنة عشر والأربعة وعشرون عاماً، ونسبة 21.8% كانت واقعةً في الفئة العمرية ما بين الخامسة والعشرون حتى والأربعة وأربعون عاماً، ونسبة 21.1% كانت ما بين الخامسة والأربعون حتى الرابعة والستون، ونسبة 27.5% كانت ضمن فئة الخامسة والستون عاماً فما فوق. يوجد لكل 100 أنثى 90.2 ذكر، ويوجد لكل 100 أنثى في الثامنة عشر من عمرها فما فوق 86.2 ذكر.
وكان متوسط دخل الذكور 27,292 دولار مقابل 16,875 دولار للإناث. وسجل دخل الفرد الخاص بالمدينة 14,011 دولار. وكانت نسبة 10.5% من العائلات ونسبة 12.1% من السكان تحت خط الفقر، وكان من هؤلاء نسبة 17.2% تحت سن الثامنة عشر ونسبة 7.0% في الخامسة والستين من العمر وما فوق.

### تعداد عام 2010
بلغ عدد سكان مانيلا 776 نسمة بحسب تعداد عام 2010، وبلغ عدد الأسر 337 أسرة وعدد العائلات 214 عائلة مقيمة في المدينة. في حين سجلت الكثافة السكانية 753.4 نسمة لكل ميل مربع (290.9/كم2). وبلغ عدد الوحدات السكنية 369 وحدة بمتوسط كثافة قدره 358.3 لكل ميل مربع (138.3/كم2).
وتوزع التركيب العرقي للمدينة بنسبة 97.9% من البيض و 0.1% من الأمريكيين ذوي الأصول الآسيوية و 0.8% من عرقين مختلطين أو أكثر.
بلغ عدد الأسر 337 أسرة كانت نسبة 27.0% منها لديها أطفال تحت سن الثامنة عشر تعيش معهم، وبلغت نسبة الأزواج القاطنين مع بعضهم البعض 49.9% من أصل المجموع الكلي للأسر، ونسبة 8.9% من الأسر كان لديها معيلات من الإناث دون وجود شريك، بينما كانت نسبة 4.7% من الأسر لديها معيلون من الذكور دون وجود شريكة وكانت نسبة 36.5% من غير العائلات. تألفت نسبة 33.5% من أصل جميع الأسر من أفراد ونسبة 18.1% كانوا يعيش معهم شخص وحيد يبلغ من العمر 65 عاماً فما فوق. وبلغ متوسط حجم الأسرة المعيشية 2.74، أما متوسط حجم العائلات فبلغ 2.18.
بلغ العمر الوسطي للسكان 47.7 عاماً. وكانت نسبة 20.9% من القاطنين تحت سن الثامنة عشر، وكانت نسبة 5.4% بين الثامنة عشر والأربعة وعشرون عاماً، ونسبة 19.5% كانت واقعةً في الفئة العمرية ما بين الخامسة والعشرون حتى والأربعة وأربعون عاماً، ونسبة 27.4% كانت ما بين الخامسة والأربعون حتى الرابعة والستون، ونسبة 26.7% كانت ضمن فئة الخامسة والستون عاماً فما فوق. وتوزع التركيب الجنسي للسكان بنسبة 47.6% ذكور و52.4% إناث.